# سولت راک (ویرجینیای غربی)
سولت راک(به انگلیسی: Salt Rock) شهری در ایالت ویرجینیای غربی کشور ایالات متحده آمریکا است که جمعیت آن در سرشماری سال ۲۰۱۰ میلادی، ۳۸۸ نفر بوده‌است.